# 勒乌乡 (峨边县)
勒乌乡，是中华人民共和国四川省乐山市峨边彝族自治县下辖的一个乡镇级行政单位。

## 行政区划
勒乌乡下辖以下地区：
勒乌村、祖马村、余坪村、柑子口村、甲瓦村和山峰村。